# Плешетт, Сюзанн
Сюзанн Плешетт (англ. Suzanne Pleshette, 31 января 1937 — 19 января 2008) — американская актриса, наиболее известная по роли Эмили Хартли в «Шоу Боба Ньюхарта» в 1970-е годы и по ролям в фильмах «Птицы» и «Римское приключение», а также участием в бродвейских постановках.

## Ранние годы
Сюзанн Плешетт родилась в Бруклине в русско-еврейской семье. Её мать Джеральдин (урождённая Каплан) была танцовщицей и художницей, выступавшей под псевдонимом Джеральдин Риверз. Её отец Эужен Плешетт был режиссёром и менеджером в бруклинском театре «Парамаунт». Сюзанн обучалась в «Высшей школе исполнительских видов искусства Манхэттена», а затем окончила университет Сиракуз.

## Карьера

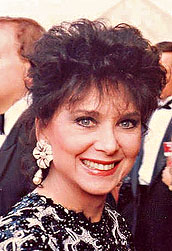
Плешетт на церемонии «Эмми»

Плешетт начала актёрскую карьеру в 1957 году на Бродвее в постановке Майера Левина «Принуждение». Двумя годами позже она сыграла в комедии «Золотое руно» с Томом Постоном в главной роли, который через много лет стал её мужем.
Вскоре после дебюта на Бродвее началась её кинокарьера. Её первыми фильмами были «Мальчик гейша», «Римское приключение», «Судьба-охотник», но более всего в то время она запомнилась по роли учительницы Энни Хейворт в культовом фильме Альфреда Хичкока «Птицы». Она также много работала на телевидении. Первыми сериалами с её участием были «Театр 90», «Альфред Хичкок представляет», «Бен Кэйси» и «Доктор Килдэр», за роль в котором она была номинирована на премию «Эмми». Плешетт была постоянным гостем в «Шоу Боба Ньюхарта» (1972—1978) на протяжении всех шести сезонов показа и дважды выдвигалась на премию «Эмми» в номинации «Лучшая комедийная актриса».
Также она озвучивала Юбабу и Дзенибу в английском дубляже японского мультфильма «Унесённые призраками», а также Зиру в диснеевском мультфильме «Король Лев 2: Гордость Симбы».

## Личная жизнь
В 1964 году Плешетт вышла замуж за актёра Троя Донахью с которым снималась в фильме «Римское приключение». Этот брак был недолгим — через 8 месяцев они развелись. Её вторым мужем был техасский нефтяник Томми Галлахер, с которым она прожила с 1968 и до его смерти в 2000 году. В 2001 году она вновь вышла замуж. Её избранником стал коллега по «Шоу Бобби Ньюхарта» Том Постон, который умер в 2007 году.
В августе 2006 года у актрисы обнаружили рак лёгкого и она была тут же госпитализирована. После химиотерапии и амбулаторного лечения, её агент, Джоэль Дин заявил, что болезнь была обнаружена вовремя и что с Сюзанн Плешетт всё будет хорошо. Но позже она вновь была госпитализирована, на этот раз с лёгочной инфекцией. В сентябре 2007 года она приняла участие во встрече, посвящённой «Шоу Боба Ньюхарта». Сюзанн привезли туда в инвалидной коляске и это вызвало беспокойство публики о состоянии её здоровья. Она же уверила всех, что вскоре излечится от рака лёгких, так как ей недавно была сделана успешная операция.
31 января было запланировано открытие звезды Сюзанн Плешетт на голливудской «Аллее славы», приуроченное к её 71 дню рождения. Но несмотря на лечение и удачную операцию Плешетт не удалось спасти. Она скончалась 19 января 2008 года от лёгочной недостаточности в своём доме в Лос-Анджелесе в возрасте 70 лет.

## Избранная фильмография
| Год       |    | Русское название                    | Оригинальное название              | Роль                           |
| --------- | -- | ----------------------------------- | ---------------------------------- | ------------------------------ |
| 1960      | с  | Альфред Хичкок представляет         | Alfred Hitchcock Presents          | Энн                            |
| 1963      | ф  | Птицы                               | The Birds                          | Энни Хейворт                   |
| 1964—1965 | с  | Беглец                              | The Fugitive                       | Пегги Франклин / Элли Бернетт  |
| 1966—1970 | с  | ФБР                                 | The F.B.I.                         | разные персонажи               |
| 1967      | ф  | Приключения Кнута Гриффина          | The Adventures of Bullwhip Griffin | Арабелла Флегг                 |
| 1968      | ф  | Власть                              | The Power                          | профессор Марджери Лэнсинг     |
| 1970      | с  | Дымок из ствола                     | Gunsmoke                           | Глори Бреймли                  |
| 1970      | с  | Доктор Маркус Уэлби                 | Marcus Welby, M.D.                 | Энн Логан                      |
| 1971      | с  | Коломбо                             | Columbo                            | Хелен Стюарт                   |
| 1972      | с  | Бонанза                             | Bonanza                            | разные персонажи               |
| 1979      | ф  | Весёлые истории про ворованные вещи | Hot Stuff                          | Луиз Уэбстер                   |
| 1985      | тф | Досье «Беларусь»                    | The Belarus File                   | Дана Саттон, федеральный агент |
| 1988      | тф | Одна в неоновых джунглях            | Alone in the Neon Jungle           | капитан Дженет Хэмилтон        |
| 1992      | тф | Ради ребёнка                        | Battling For Baby                  | Мэри Питерс                    |
| 1998      | мф | Король Лев 2: Гордость Симбы        | The Lion King II: Simba’s Pride    | Зира                           |
| 2001      | мф | Унесённые призраками                | 千と千尋の神隠し                   | Юбаба / Дзениба                |
| 2002—2004 | с  | Уилл и Грейс                        | Will & Grace                       | Луис Уитли                     |
| 2003      | с  | 8 простых правил                    | 8 Simple Rules                     | Лора                           |